# Agua potable y saneamiento en Colombia
El acceso al agua potable y saneamiento en Colombia y la calidad de estos servicios ha aumentado significativamente durante la última década. Sin embargo, aún quedan desafíos importantes, incluso una cobertura insuficiente de los servicios, especialmente en zonas rurales y una calidad inadecuada de los servicios de agua y saneamiento. En comparación con algunos otros países de América Latina, el sector está caracterizado por altos niveles de inversiones y de recuperación de costos, la existencia de algunas grandes empresas públicas eficientes y una fuerte y estable participación del sector privado local.

## Acceso
|             |                         | Urbano (77% de la población) | Rural (23% de la población) | Total |
| ----------- | ----------------------- | ---------------------------- | --------------------------- | ----- |
| Agua        | Definición amplia       | 99%                          | 71%                         | 93%   |
| Agua        | Conexiones domiciliares | 96%                          | 51%                         | 86%   |
| Saneamiento | Definición amplia       | 96%                          | 54%                         | 86%   |
| Saneamiento | Alcantarillado          | 90%                          | 20%                         | 74%   |

En el año 2004, la población con acceso a agua potable y a un saneamiento adecuado representaba el 93% y el 86%, respectivamente. La población rural, que representa aproximadamente el 23% de la población total del país, mostraba las tasas de cobertura más bajas, ya que sólo el 71% tenía acceso a agua potable y el 54% a un saneamiento adecuado. La cobertura es menor en el Caribe colombiano, en la Orinoquía y en la Amazonía. Entre 1990 y 2004, el acceso a agua potable aumentó ligeramente del 92% al 93%. En el mismo tiempo, el acceso a saneamiento subió del 82% al 86%.
El uso de agua potable ha bajado del 25% entre 1996 y 2001, principalmente a causa de incrementos tarifarios importantes y a la inclusión de usuarios de bajos recursos que no recibían servicios básicos.

## Calidad de servicios

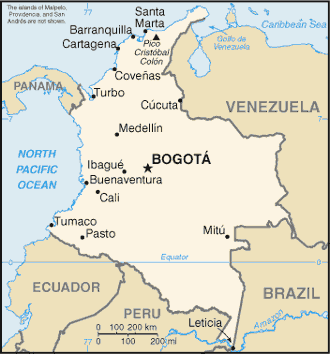
Mapa de Colombia.

Además de los problemas relativos a la cobertura de los servicios, el sector de agua y saneamiento de Colombia enfrenta problemas de calidad de servicio. Sin embargo, la calidad de servicio ha mejorado considerablemente durante los últimos diez años. Las ciudades más grandes tienden a tener un servicio de mejor calidad que las ciudades pequeñas y las zonas rurales.

### Agua
El promedio ponderado de continuidad de servicio al nivel nacional era de 88% en 2006, lo que significa una mejora comparado a años anteriores. En las cuatro ciudades más grandes el servicio es continuo. Sin embargo, en muchas ciudades pequeñas el racionamiento del agua y el abastecimiento intermitente son algo común.
Según una encuesta de la Superintendencia de Servicios Sanitarios (SSPD) en 2004, el 72% de los usuarios tenía agua de calidad potable, y el 28% tenía agua de calidad no potable. En algunos casos, la presión del sistema de abastecimiento de agua es inadecuada, lo que aumenta el riesgo de contaminación Bacteriana.
Según el tercer diagnóstico sobre calidad de agua para consumo humano de la Defensoría del Pueblo realizado en 2007, 16,7 millones de colombianos no recibieron agua apta para consumo humano de acuerdo con los análisis fisicoquímicos y microbiológicos reportados por las secretarias de salud.

### Saneamiento
Los sistemas de alcantarillado pero sin embargo no tiene la capacidad hidráulica suficiente para manejar los flujos de aguas residuales, especialmente en los barrios pobres, lo que redunda en problemas de desborde. En 2006, el 26% de las aguas residuales generadas en el país recibió algún tipo de tratamiento. El restante 75% de las aguas se descarga sin ningún tipo de tratamiento, contaminando una parte significativa de los recursos naturales de agua.

## Devenir histórico institucional
En las últimas décadas, el sector colombiano de agua potable y saneamiento se sometió a varios procesos de centralización y descentralización. Desde la promulgación de una nueva política sectorial en 1994, los siguientes gobiernos han perseguido políticas básicas estables, promoviendo transferencias dirigidas a municipalidades, participación del sector privado, consolidación de la regulación, recuperación de costos y un sistema de subsidios cruzados.
En la primera mitad del siglo XX, las municipalidades tenían la responsabilidad de brindar servicios de agua y saneamiento básico en Colombia. En 1950, como en muchos otros países, se adoptó un esquema centralizado y se creó el Instituto de Fomento Municipal (INSFOPAL). A través del Instituto Nacional de Fomento Municipal, creó las ACUAS, entidades departamentales conformadas con la participación del Departamento, los Municipios e Insfopal, las cuales se encargarían de administrar y conservar los acueductos y alcantarillados de las poblaciones afiliadas, canalizando la inversión del Estado en ese importante renglón de la salud pública. En 1976, en seguimiento de un cambio en la política sectorial del gobierno, las ACUAS se transformaban en EMPOS, organismos ejecutores de carácter regional o municipal, denominados Empresas de Obras Sanitarias (EMPOS). Las ACUAS y EMPOS eran las encargadas de la financiación, planificación, desarrollo y administración de los servicios públicos en la mayoría de los municipios.
Diferente situación existía en las zonas rurales en donde el gobierno estableció programas de construcción de acueductos rurales desde el Ministerio de Salud y con participación de gremios como el Comité de Cafeteros; obras que posteriormente eran entregadas a la comunidad beneficiaria para su administración, a través de mecanismos tales como las "Juntas de Acción Comunal" (JAC) y de Juntas administradoras de acueductos; muchas de las cuales subsisten prestando el servicio público de acueducto hasta el día de hoy.
Sin embargo, algunas municipalidades mantuvieron la responsabilidad para la provisión del servicio en el nivel local y crearon compañías municipales. El caso más notable es el de las Empresas Públicas de Medellín (EPM), una empresa multi-sectorial creada en 1955, cuyo dueño es el municipio.
En toda esta época, a nivel nacional, el sector de agua potable dependía institucionalmente del Ministerio de Salud.
En la década de los ochenta el sector se encontraba en crisis. El INSFOPAL se liquidó en 1989 y la responsabilidad para brindar servicios regresó después de cuatro décadas a los municipios, salvo en algunos casos como en el Valle de Cauca donde las empresas regionales se mantuvieron. Además, ya no se asignó la responsabilidad institucional al Ministerio de Salud, sino que se integró el sector al Ministerio de Desarrollo Económico. Este cambio no fue solamente un cambio de nombre y de dependencia, sino un verdadero cambio institucional.

### La nueva política sectorial de 1994
El fundamento de la política mundial en el sector se estableció con la Ley 142 de 1994. En el marco de una política de apertura económica y modernización empresarial, los gobiernos liberales de César Gaviria (1990-1994) y Ernesto Samper (1994-1998) establecieron una nueva política sectorial con los siguientes objetivos:
- aumentar las inversiones en el sector de agua potable y saneamiento a través de transferencias determinadas a las municipalidades
- mejorar la calidad y eficiencia de los servicios a través de participación privada en las partes más pobres del país, donde las compañías públicas no funcionaron bien
- establecer agencias de regulación autónomas a nivel nacional
- aumentar la recuperación de costos y
- proteger a los estratos más pobres de la población a través de subsidios cruzados en forma de tarifas basadas en zonas residenciales.

Las políticas sectoriales establecidas con la Ley 142 de 1994, con algunas modificaciones en 2001, continúan siendo las bases de las políticas del estado a través de varios gobiernos.
En 1995, se otorgó una primera concesión de agua y saneamiento a una empresa mixta pública-privada en la ciudad de Cartagena, seguido de una segunda concesión en Barranquilla en 1996 y de otras concesiones después. En 2002, el gobierno lanzó el Programa de Modernización Empresarial para introducir la participación del sector privado en el sector también en medianos y pequeños municipios, con éxitos espectaculares sobre la calidad y eficiencia de la prestación de los servicios.

### Creación de un Viceministerio de Agua y Saneamiento y Planes Departamentales
El gobierno quiere elevar el perfil del sector para dar mayor impulso al incremento de la cobertura, sobrepasando los Objetivos de Desarrollo del Milenio para el sector en Colombia, y mejorando la calidad del servicio, especialmente en pequeñas ciudades y en áreas rurales que tienen la mayor brecha de servicios.
Para este fin en 2006 se creó el Viceministerio de Agua y Saneamiento,, cargo  para que lidere con cuatro programas:
- Planes Departamentales de Agua y Saneamiento
- Programa de Saneamiento para Asentamientos (SPA) en el marco de un Programa de Mejoramiento Integral de Barrios
- Programa de Saneamiento de Vertimientos Municipales para incrementar el volumen de aguas municipales tratadas
- Programa de Lavado de Manos

El programa de Planes Departamentales de Agua y Saneamiento sirve para planificar y armonizar los recursos y esquemas regionales de prestación de servicios al nivel de cada departamento del país. El Programa fue implementado primero en cuatro departamentos que tienen entre las más difíciles condiciones, que son Sucre, Córdoba, Magdalena y La Guajira. También busca enfrentar la atomización del sector en muchas pequeñas empresas para beneficiar de economías de escala.

### Referendo por el agua
Inspiradas en la experiencia de Uruguay, 1.200 organizaciones sociales de Colombia están promoviendo un referendo para consagrar en la constitución el acceso al agua potable como un derecho humano fundamental.
Los promotores también quieren que la constitución garantice un "mínimo vital" de agua gratuita, proteja los ecosistemas y establezca que el manejo del agua potable sea público. En octubre de 2008 un Comité Nacional en Defensa del Agua y de la Vida (CNDAV), promotor del referendo, hizo entrega de 2.039.000 de firmas, avalados por la Registraduría, a la cámara de representantes para apoyar el referendo.

## Responsabilidad para agua y saneamiento

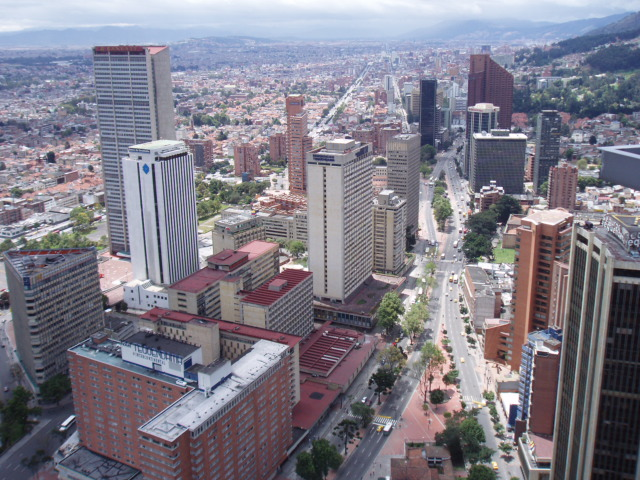
Bogotá, cuenta con la mayor demanda de agua potable

Las responsabilidades del sector de agua y saneamiento en Colombia están definidas en la Constitución de 1991, en la Ley 142 de 1994 (Ley de Servicios Públicos Domiciliarios) y en la legislación subsiguiente.

### Política y regulación
El Viceministerio de Agua y Saneamiento, creado en octubre de 2006 bajo el Ministerio de Ambiente, Vivienda y Desarrollo Territorial, está a cargo de establecer la política sectorial. Estas políticas sectoriales se definen en el marco de políticas nacionales establecidas por el Departamento Nacional de Planeación (DNP). La Calidad del agua para consumo humano es regulada actualmente por el Ministerio de Salud y Protección Social con la participación del Ministerio de Ambiente y Desarrollo Sostenible.
La responsabilidad de regular los servicios de abastecimiento de agua en el ámbito nacional cae en dos instituciones independientes: La Comisión de Regulación de Agua Potable y Saneamiento Básico (CRA) define los criterios que rigen la prestación eficiente de los servicios y establece las normas de revisión de tarifas, pero no está a cargo de controlar la aplicación de estas normas. Esto último es responsabilidad de la Superintendencia de Servicios Públicos (SSPD), un ente regulador multisectorial.
El Gobierno se propone mejorar el desempeño del sector de agua y saneamiento mediante las siguientes medidas: (i) fortalecimiento del marco regulador; (ii) implementación de programas de asistencia técnica; (iii) apoyo financiero para promover la modernización y la gestión eficiente, así como el subsidio de los pobres; y (iv) racionalización del marco institucional en el ámbito nacional para mejorar la coordinación del sector. El Gobierno también respalda la participación de la empresa privada en el sector.

### Provisión de servicios
En Colombia, los municipios tienen la responsabilidad de "asegurar que se presten a sus habitantes, de manera eficiente, los servicios domiciliarios de acueducto y alcantarillado... por empresas de servicios públicos" (Art. 5, Ley 142 de 1994). La responsabilidad directa por la prestación de los servicios recae entonces en empresas de servicios públicos, excepto en algunos casos específicos definidos en la ley en los cuales los municipios pueden prestar estos servicios directamente. En zonas rurales y algunas zonas urbanas marginales las juntas comunales de agua también prestan servicios de agua potable.
En 2006, entre los 365 prestadores de servicios registrados con la SSPD y que atienden a más de 2.500 suscriptores, 318 son empresas de servicios públicos, 38 son municipios y 9 otros. En los años pasados se crearon muchas empresas disminuyendo significativamente la participación de los municipios como prestadores directos; se evidenció una transformación empresarial que implicó el traspaso de la prestación de los servicios de los municipios a empresas especializadas de naturaleza de EICE S.A. ESP (empresas industriales y comerciales del estado constituidas por acciones), las cuales por su naturaleza jurídica tienen mayor flexibilidad para contratar bajo un régimen de derecho comercial privado aunque sujetas a los entes de control fiscal y disciplinario. De esta forma, se observa que para el año 2006 la mayoría de las empresas de servicios públicos son del tipo EICE (53% del total), manteniéndose municipios con un esquema de prestación directa (15% del total), mientras que los restantes prestadores corresponden a empresas privadas (12% del total), oficiales (13%), mixtas (6% del total) u organizaciones autorizadas (1%). Es necesario precisar que, si bien las EICE como las oficiales son empresas que tienen un origen público, su naturaleza es diferente, teniendo la primera de éstas un mayor nivel de especialización. Incluyendo prestadores más pequeños, se estima que existen más de 1.500 prestadores de servicios de agua y saneamiento en zonas urbanas y 12.000 organizaciones comunitarias en las áreas rurales.
Se destaca una alta atomización del sector que no permite lograr economías de escala. La creación de empresas regionales se ha propuesto como solución a este problema.

#### Ejemplos de provisión de servicios en pequeñas ciudades y zonas semiurbanas
En algunas pequeñas ciudades y zonas semiurbanas existen ejemplos de un manejo exitoso de agua y alcantarillado por empresas regionales y organizaciones comunitarias, que en algunos casos dan muestras referentes a la devolución del control a las comunidades, transparencia y responsabilidad.
Un ejemplo de una empresa regional es Acuavalle S.A. ESP que suministra agua potable y el servicio de alcantarillado a una población de 582.000 habitantes en 33 municipios del Valle del Cauca. La empresa se constituyó como sociedad anónima sin ánimo de lucro en 1959. Los accionistas de la empresa son el Departamento del Valle del Cauca; la Corporación Autónoma regional del Valle del Cauca; y los 33 Municipios servidos por la empresa.
Otro ejemplo es la Junta Administradora del Acueducto La Sirena en el Valle del Cauca en la periferia Suroccidental de la ciudad de Cali, que maneja 778 conexiones domiciliarias con servicio continuo para unos 4.200 usuarios, una red de alcantarillado, una planta de filtro lento y está facturando el agua en base del consumo con micromedición con un cargo promedio de US$ 3,5 por 28 metros cúbicos al mes. No existe estratificación y se aplican tarifas especiales a los que consumen más de 28 metros cúbicos. Sus excedentes son de US$ 10 000 por año que se reinvierten en mantenimiento preventivo y en algunas ocasiones en obras de infraestructura como ha sucedido en los últimos tres años, cuando se construyó una bocatoma en la Quebrada Epaminondas, se mejoró la bocatoma del Río Meléndez y se construyó un tanque de almacenamiento con capacidad para 220 metros cúbicos. Otro ejemplo es la Asociación Acueducto de Río Negro en Popayán, formada hace 10 años, que integra a 10 veredas con 7000 conexiones domiciliarias. La Asociación está construyendo su planta de tratamiento de agua potable y está en el proceso de instalar micromedidores con el apoyo de la organización colombiana Asociados en Desarrollo Rural (ADR) de Colombia y la agencia estadounidense USAID.

#### Empresas públicas fuertes y participación del sector privado exitosa

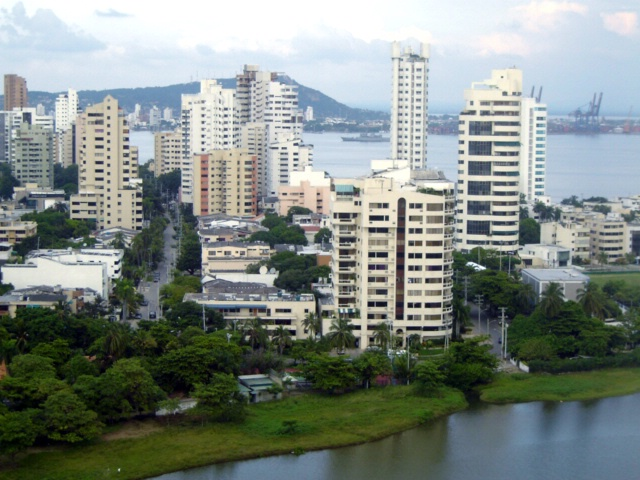
Cartagena.

Unas de las empresas públicas más exitosas de América Latina son las Empresas Públicas de Medellín (EPM), empresas municipales que proveen servicios de agua, saneamiento, aseo, electricidad y telecomunicaciones locales. Empresas públicas en otras grandes ciudades del país, como la Empresa de Acueducto y Alcantarillado de Bogotá, también presentan buenos indicadores de desempeño en comparación con muchas otras empresas públicas de agua y saneamiento en América Latina.
A diferencia de lo sucedido en muchos países en vías de desarrollo, en donde la participación del sector privado en el abastecimiento de agua ha sido altamente controversial, resultando con frecuencia en la terminación anticipada de los contratos, en Colombia dicha participación ha sido estable y es considerada por muchos un verdadero éxito. En 2004, Colombia contaba con 125 empresas de agua privadas y 48 mixtas, incluyendo empresas grandes, medianas y pequeñas.
La participación del sector privado en el sector colombiano de abastecimiento de agua tuvo su inicio en Cartagena en 1995, con el apoyo del Banco Mundial. Los ejemplos más importantes se encuentran en Sincelejo, Cartagena, Barranquilla, Santa Marta, Tunja, Montería, Palmira, Girardot, Manizales, y Riohacha. Los operadores, en su mayoría, son colombianos. El desempeño general de los servicios públicos en donde participa el sector privado ha mejorado, en algunos casos de forma espectacular, y algunos –como en el caso de Barranquilla- han obtenido un éxito impresionante en ampliar la cobertura a las poblaciones rurales pobres en forma eficiente.
Según el Banco Mundial, la clave para el éxito de la reforma Colombiana del sector fue el desarrollo de soluciones propias, y a veces la adaptación hábil de modelos usados en otros lados a las circunstancias propias y a la cultura Colombiana.

#### La brecha en áreas rurales
La cobertura en áreas rurales es menor de lo que se supondría teniendo en cuenta el nivel de desarrollo económico del país y el desarrollo del sector. Aunque una de las razones del atraso es el conflicto armado, también hay otras razones importantes: por ejemplo, los municipios usan las transferencias del Sistema General de Participaciones (Ley 715 de 2001) principalmente para inversiones en zonas urbanas. Además, a diferencia de algunos otros países de América Latina, no existe una institución o un programa a nivel nacional que ofrezca asistencia técnica a las 12.000 organizaciones comunitarias que prestan los servicios en áreas rurales. La Ley 142 de 1994 asignó esta tarea a los departamentos, pero estos no han llevado a cabo esta tarea satisfactoriamente.
El Inventario Sanitario Rural (ISR) de 2002 confirmó esta situación. Destacó, entre otros, que solamente el 21% de las organizaciones comunitarias habían recibido capacitación en fontanería y el 10% en administración del servicio. Solamente el 32% emitía facturas y el 10% contaba con micromedición. Para aumentar el acceso y mejorar la calidad de los servicios en estas áreas el gobierno definió en 2005 los lineamientos de política de agua potable y saneamiento básico para las zonas rurales de Colombia. Posteriormente en julio de 2014 se aprobó en documento Conpes 3810 POLÍTICA PARA EL SUMINISTRO DE AGUA POTABLE Y SANEAMIENTO BÁSICO EN LA ZONA RURAL.
De acuerdo con el informe "Estado de la vigilancia de la calidad del agua para consumo humano- 2015", publicado por el INS en julio de 2016, la calidad del agua para consumo humano que era distribuida por las redes de abastecimiento de los acueductos rurales presentó un índice de riesgo (IRCA) de 45.2% situado en el rango de "Alto Riesgo" de las normas regulatorias vigentes; muy por encima del índice de riesgo correspondiente a las zonas urbanas que alcanzaron solo el 9.6% en el IRCA en dicho año. Éstas cifras demuestran la alta vulnerabilidad que presentan actualmente dichas empresas de servicios públicos y la necesidad de inversión social en el fortalecimiento de tales entes administradores así como en la modernización de la infraestructura sanitaria por parte de las entidades territoriales departamentales y municipales.

## Eficiencia
El nivel de agua no contabilizada (pérdidas físicas y administrativas) en Colombia se estimó en 2006 en un promedio del 49%. Este nivel es más alto que el promedio en América Latina, que es aproximadamente del 40%, y de la meta regulatoria que es del 30%. En el pasado el nivel da agua no contabilizada se había estimado a un promedio del 40% en 2001, casi el mismo nivel que en 1990. En las principales ciudades del país el nivel de agua no contabilizada está por debajo del promedio (40% en Bogotá, 35% en Medellín y 39% en Cali).

## Aspectos económicos

### Tarifas y subsidios
El esquema tarifario en Colombia es definido por la Ley 142 y se aplica tanto a las empresas públicas como a las mixtas y a las privadas. Este esquema tarifario y de subsidios, único en América Latina, ha logrado:
- un incremento importante en las tarifas de agua y de la capacidad de autofinanciamiento de las empresas de agua y alcantarillado;
- un incremento en las transferencias de la nación a los municipios, destinados para el sector;
- por consecuencia, un aumento significativo en las inversiones y en el acceso al servicio;
- una protección de los bajos estratos socioeconómicos a través de la diferenciación de tarifas por estratos.

La tarifa básica se calcula sobre la base de los costos económicos y según una metodología definida al nivel nacional por la CRA en 2004. Las tarifas varían entonces entre municipios solamente en función de sus costos y no de la voluntad del gobierno municipal de aumentar o no las tarifas.
En 2006, la factura promedio por mes para un suscriptor residencial fue de 15.209 pesos (US$ 6,1) por servicios de acueducto y 10.291 pesos (US$ 4,1) por los servicios de alcantarillado. Entre 1990 y 2001, la tarifa media por metro cúbico aumentó de US$ 0,32 a US$ 0,813, lo que significa una subida de un 153%.
Para proteger a las personas de bajos ingresos frente a tarifas demasiado altas se aplican factores para ajustar las tarifas básicas en cada municipio a la capacidad de pago estimada de los usuarios. Para estos ajustes se usa el concepto de estratos socioeconómicos, una herramienta que utiliza el gobierno de Colombia para clasificar a los ciudadanos de acuerdo a sus ingresos. Cada municipio entonces ha delimitado áreas geográficas que corresponden a cada uno de los seis estratos socioeconómicos, que van del estrato 1 (bajo-bajo) al estrato 6 (alto). Los factores para ajustar las tarifas de agua son los siguientes:
| Estrato | Factor de ajuste de tarifas |
| ------- | --------------------------- |
| 1       | 30%                         |
| 2       | 60%                         |
| 3       | 100%                        |
| 4       | 100%                        |
| 5       | 120%                        |
| 6       | 120%                        |

La parte de la población en áreas que corresponden a los estratos 1-3 es mucho más grande que la que vive en áreas que corresponden a los estratos 5 y 6. Por ejemplo, en Bogotá el 73% de la población vive en los estratos 1-3 y solamente el 10% en los estratos 5 y 6. El esquema tarifario entonces genera un déficit permanente que requiere subsidios (transferencias) del parte del gobierno nacional. Por ejemplo, según la SSPD en 2007 los "aportes solidarios" de los estratos 5 y 6 eran de US$ 151 millones, mientras que los subsidios eran de US$ 559 millones, generando un déficit de US$ 408 millones.

### Inversiones y financiamiento
Inversiones Entre 1999 y 2007 el sector recibió US$ 6,820 millones para inversión (US$ 852 millones anuales). En el periodo 2003-2006 la inversión era de 0,62% del PIB, uno de los más altos niveles en América Latina. A pesar de un receso en 2001, la inversión total en el sector de agua y saneamiento ha crecido de manera evidente desde el año 1999.
Para los años de 2007 hasta 2017, la SSPD prevé inversiones de US$ 2200 millones (4.922 mil millones de Pesos Colombianos) en el sector de agua potable y saneamiento.
Financiamiento Según la SSPD estas inversiones se han financiado de la forma siguiente:
- 42% transferencias de la Nación a los municipios a través del Sistema General de Participaciones (SGP) definido en la Ley 715. Un cierto porcentaje de este financiamiento es destinado exclusivamente a agua y saneamiento.
- 11% presupuesto directo de la Nación distribuido mediante audiencias públicas
- 16% regalías (petróleo, minerales, otros) administrados por el Fondo Nacional de Regalías (FNR)
- 31% autofinanciamiento a través de ingresos tarifarios.[2]

Según un estudio del Banco Mundial las Corporaciones Autónomas Regionales (CAR) contribuyen también en el financiamiento de inversiones de agua potable y saneamiento. Las transferencias por medio del SGP llegan principalmente a los pequeños municipios con bajos niveles de ingresos. Sin embargo, muchos municipios utilizan las transferencias del SGP destinadas al sector de agua y saneamiento para otros fines. Los CAR perciben ingresos del predial, de las empresas de generación de energía eléctrica y de tasas ambientales por la extracción de agua y tasas retributivas por la descarga de aguas residuales.
El sector privado también ha financiado inversiones en agua potable y saneamiento. De los US$ 2.930 millones (7.965 mil millones de pesos colombianos) que se han invertido en el sector entre 1995 y 2003, el sector privado invirtió el 16%. Desde 1998, la financiación privada aumentó desde casi cero a más de US$ 100 millones en los años 2000, 2002 y 2003 y así se convirtió en una fuente de financiación importante.

## Apoyo externo

### Banco Mundial
- Proyecto de Servicios Urbanos de Bogotá (en inglés)
- Proyecto de Abastecimiento de Agua, Saneamiento y Gerencia Medio Ambiental (en inglés)
- Reducción de Vulnerabilidad de Desastres; Primera fase APL (en inglés)
- Proyecto de Reducción de Carbono de Río Frío (en inglés)
- Proyecto de Infraestructura para Agua y Saneamiento y Gerencia de Servicios en La Guajira (en inglés)
- Proyecto de Apoyo del Sector de Agua Potable y Saneamiento; Primera fase APL (en inglés)
- Proyecto de Inversión en Desarrollo Sostenible (en inglés)
- Proyecto de Asistencia en la Reforma del Sector de Agua (en inglés)
- Servicios Ambientales en el Río Amoyo (en inglés)

### Banco Interamericano de Desarrollo (BID)
- Programa de Ajuste del Sector de Agua Potable y Saneamiento - Fase I (enlace roto disponible en Internet Archive; véase el historial, la primera versión y la última).
- Eficiencia Energética en Empresas de Agua Potable y Saneamiento Básico (enlace roto disponible en Internet Archive; véase el historial, la primera versión y la última).
- Corporación Autónoma Regional de Cundinamarca (CAR): Programa manejo Ambiental de la Cuenca del Río Bogotá (enlace roto disponible en Internet Archive; véase el historial, la primera versión y la última).
- Empresa de Obras Sanitarias de Pasto: Estudios preinversión para Preparación Programa Agua Potable y Saneamiento (enlace roto disponible en Internet Archive; véase el historial, la primera versión y la última).
- Agua Potable y Saneamiento para Pasto (enlace roto disponible en Internet Archive; véase el historial, la primera versión y la última).
- Agua Potable Bucaramanga (enlace roto disponible en Internet Archive; véase el historial, la primera versión y la última).
- Programa de Saneamiento del Río Medellín (enlace roto disponible en Internet Archive; véase el historial, la primera versión y la última).
- Programa de Saneamiento del Río Medellín – Segunda Etapa (enlace roto disponible en Internet Archive; véase el historial, la primera versión y la última).
- Agua Potable y Saneamiento Pereira (enlace roto disponible en Internet Archive; véase el historial, la primera versión y la última).
- Expansión de Sistema de Alcantarillado de Cartagena (enlace roto disponible en Internet Archive; véase el historial, la primera versión y la última).